# Edgar Berillon
Edgar Bérillon (ur. 23 maja 1859, zm. 6 marca 1948) – francuski lekarz neurolog i psycholog, specjalizujący się w badaniach nad hipnozą. Był uczniem i współpracownikiem Victora Dumont-Palliera w l'École d'hypnologie de la Pitié, sekretarzem generalnym Ligi Hipnologii i Psychologii (Société d'Hypnologie et de Psychologie), od 1887 roku redagował założony przez siebie "Journal of Hypnotisme". Był założycielem Towarzystwa Patologii Porównawczej (Société de pathologie comparée).